# MycoBank
A MycoBank egy online adatbázis, mely az új mikológiai neveket és kombinációkat dokumentálja, melyhez általában tartoznak leírások és illusztrációk is.  A Centraalbureau voor Schimmelcultures gomba biodiverzitási központ üzemelteti Utrechtben.
Minden új tag, miután azt a nómenklatúrával foglalkozó szakértők átnézték, és úgy találták, hogy a név megfelel az ICN-ben (International Code of Nomenclature for algae, fungi, and plants) leírt irányelveknek, először egy új MycoBank küódszámnot kap, majd csak ezután teszik közzé. Ezután a nevet adó szerző erre a számra tud hivatkozni abban a publikációban, melyben bemutatja az új nevet. Csak ezt követően válik elérhetővé a szám az adatbázisban.
Ezzel a módszerrel nyomon lehet követni, hogy melyik nevet publikálták valójában, s erre melyik évben került sor.
A MycoBank össze van kötve több más fontos mikológiai adatbázissal, mint az Index Fungorum, a Life Science Identifiers, a Global Biodiversity Information Facility (GBIF) vagy több másik adatbázis. A MycoBank a Nomenclature Committee for Fungi által elsismert három nómenklatúra jegyzék egyike. A másik kettő az Index Fungorum és a Fungal Names.